# Chicuelo (Manuel Jiménez Vera)
Manuel Jiménez Vera, dit « Chicuelo » (« Petit Gosse »), né à  Séville (Espagne) le 10 décembre 1879, mort dans cette même ville le 18 novembre 1907, était un matador espagnol.

## Présentation
Il est le fondateur d'une dynastie de toreros qui, tous, porteront le même apodo, c'est-à-dire son fils « Chicuelo », inventeur de la passe de cape chicuelina, élevé à la mort de son père par sa sœur qui avait épousé un  banderillero. Mort de la tuberculose après une modeste carrière, il avait pourtant montré dès son plus jeune âge des qualités qu'il n'a pas eu le temps, ni la volonté de développer. Son fils aurait dû porter l'apodo  de Chicuelo II, qui a été usurpé par un torero de la Manche : Manuel Jiménez Díaz dit Chicuelo II.

## Carrière
Après un apprentissage avec Rafael El Gallo et Manuel Molina, il est novillero à Valence dès le 3 septembre 1899. La même année, il se présente en novillada piquée à Madrid, en compagnie de Saleri II et de Revertito, puis avec Juan Dominguez Pulguita Chico il remporte un grand succès. Mais le jour même de son alternative, il reçoit trois avis et ne parvient pas à tuer son taureau.  À la suite de cet échec, il survit dans des corridas de village. Il apparaît une dernière fois à Valence le 17 juillet 1906, avant d'être emporté l'année suivante par la tuberculose.